# Vistahermosa, Palenque
Vistahermosa är en ort i Mexiko.   Den ligger i kommunen Palenque och delstaten Chiapas, i den sydöstra delen av landet, 800 km öster om huvudstaden Mexico City. Vistahermosa ligger 76 meter över havet och antalet invånare är 322.
Terrängen runt Vistahermosa är huvudsakligen kuperad, men åt nordväst är den platt. Runt Vistahermosa är det ganska glesbefolkat, med 23 invånare per kvadratkilometer. Närmaste större samhälle är Tenosique de Pino Suárez, 17,7 km nordost om Vistahermosa. I omgivningarna runt Vistahermosa växer i huvudsak städsegrön lövskog.